# Eleições legislativas na Islândia em 2021
As eleições parlamentares islandesas de 2021 ocorreram em 25 de setembro de 2021 para eleger os 63 membros do Althing.

Após as eleições, os três partidos da coligação governativa - Partido da Independência, Partido do Progresso e Esquerda Verde - chegaram a um acordo para se manterem no poder, com a líder da Esquerda Verde Katrín Jakobsdóttir a manter-se como primeira-ministra da Islândia- 

## Resultados Oficiais
| Partido                 | Partido                     | Votos   | %               | +/-   | Deputados | +/-     |
| ----------------------- | --------------------------- | ------- | --------------- | ----- | --------- | ------- |
|                         | Partido da Independência    | 48 708  | 24,39 / 100,00  | 0,86  | 16 / 63   | Estável |
|                         | Partido do Progresso        | 34 501  | 17,27 / 100,00  | 6,56  | 13 / 63   | 5       |
|                         | Esquerda Verde              | 25 114  | 12,57 / 100,00  | 4,32  | 8 / 63    | 3       |
|                         | Aliança Social Democrática  | 19 825  | 9,93 / 100,00   | 2,12  | 6 / 63    | 1       |
|                         | Partido do Povo             | 17 672  | 8,85 / 100,00   | 1,97  | 6 / 63    | 2       |
|                         | Partido Pirata              | 17 233  | 8,63 / 100,00   | 0,57  | 6 / 63    | Estável |
|                         | Partido da Reforma          | 16 628  | 8,33 / 100,00   | 1,64  | 5 / 63    | 1       |
|                         | Partido do Centro           | 10 879  | 5,45 / 100,00   | 5,42  | 3 / 63    | 4       |
|                         | Partido Socialista Islandês | 8 181   | 4,10 / 100,00   | Novo  | 0 / 63    | Novo    |
|                         | Outros (com menos de 1,00%) | 989     | 0,49 / 100,00   |       | 0 / 63    |         |
| Votos Inválidos         | Votos Inválidos             | 4 249   | 2,08 / 100,00   | 0,66  |           |         |
| Total                   | Total                       | 203 979 | 100,00 / 100,00 |       | 63 / 63   |         |
| Eleitorado/Participação | Eleitorado/Participação     | 254 681 | 80,09 / 100,00  | 1,11  |           |         |
| Fonte                   | Fonte                       | [ 1 ]   | [ 1 ]           | [ 1 ] | [ 1 ]     | [ 1 ]   |